# Los Roques
Los Roques è un arcipelago corallino del Venezuela situato nel mar dei Caraibi a 160 chilometri dal porto di Caracas formato da circa 50 isole coralline e circa 200 banchi di sabbia, per un totale di circa 40,61 km²; l'isola principale è Gran Roque, l'unica isola abitata; altre isole sono raggiungibili in barca, ma non sono edificabili. Questa isola è scarsamente popolata, infatti ha circa 1.500 abitanti fissi, comunque riceve circa 70.000 ospiti all'anno di cui molti sono ospiti giornalieri che vengono da Caracas e dal resto del continente.

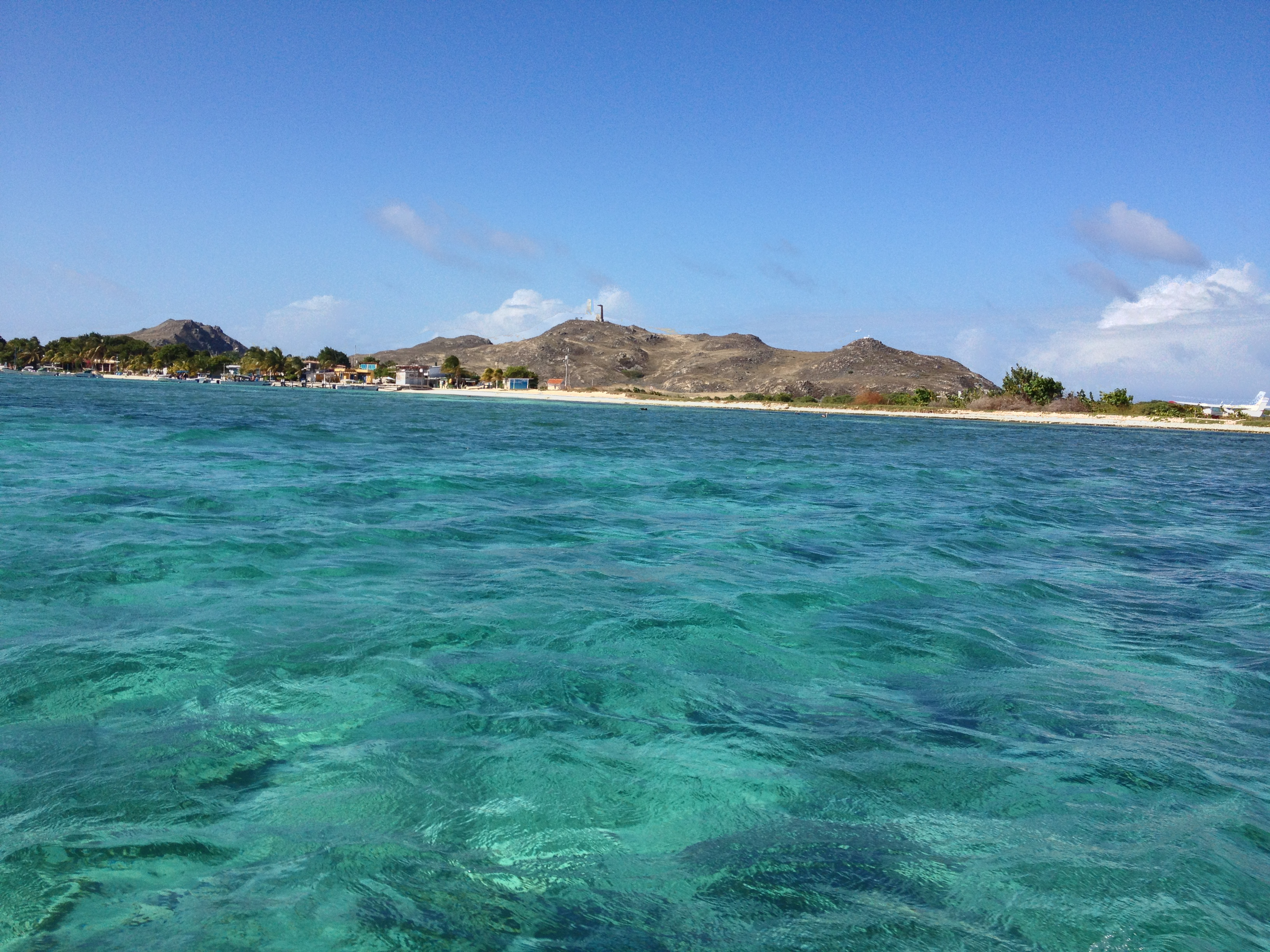
Gran Roque

Geograficamente si può dividere l'arcipelago in tre parti: al nord le isole "rocciose" (Gran Roque, Francisqui, Cayo Pirata, Cayo Meurte), al centro la laguna dove emergono numerose isole di sabbia (isla larga, a protezione integrale) e palafitte di pescatori; infine al sud la barriera corallina (Cayo Sal, Dos Mosquises, Cayo de Agua). A El Gran Roque si trova anche l'aeroporto dell'arcipelago.
Dal 1972 la gran parte del suo territorio ricade nel Parco nazionale Arcipelago de Los Roques, un'area protetta che tutela la varietà di specie di uccelli e la ricchezza di biodiversità all'interno del mare. Sono presenti molte specie di pesci, tra cui il barracuda (Sphyraena sp.).
Nell'isola Dos Mosquices, oltre a un piccolo aeroporto privato, esiste un centro per la riproduzione delle tartarughe marine. È possibile visitare a pagamento (pochi dollari) questo centro, contribuendo così al finanziamento del progetto di tutela ambientale marino. Cayo Agua, nell'estremo sud dell'arcipelago, è considerata per la sua intatta bellezza una delle spiagge più belle del mondo. Non tutte le isole sono raggiungibili. Molte sono a "protezione integrale", quindi per salvaguardare l'ambiente è vietato raggiungerle.
L'arcipelago è divenuto tristemente famoso per gli aerei scomparsi mentre percorrevano la tratta Gran Roque-Caracas. Il 4 gennaio 2013 su questa tratta scomparve l'aereo da turismo su cui stavano viaggiando Vittorio Missoni, figlio del noto stilista Ottavio, la compagna Maurizia Castiglioni e i due amici Elda Scalvenzi e Guido Foresti. Il 20 gennaio le autorità venezuelane dichiararono che l'aereo era precipitato e chiusero il caso. Il 19 giugno 2013 venne ritrovato l'aereo scomparso il 4 gennaio 2008 con a bordo 14 persone, tra cui 8 turisti italiani. Il relitto è stato localizzato a 970 metri di profondità e a circa 9 chilometri dall'arcipelago venezuelano. Ad oggi l'unico cadavere ad essere stato ritrovato è quello del copilota trentasettenne Osmel Alfredo Avila Otamend. Il 27 giugno 2013 venne ritrovato l'aereo di Missoni a circa 70 metri di profondità nella zona nord dell'arcipelago venezuelano.